# Burg Weiler (Moos)
Die Burg Weiler ist eine abgegangene Niederungsburg am Hang zur Niederung des Mettenbachs am Südwestrand des Ortsteils Weiler der Gemeinde Moos im Landkreis Konstanz in Baden-Württemberg.
Die Burg, deren Nutzung als Burgsitz ungeklärt ist, wurde im 12. Jahrhundert erbaut, und mit einem Konstanzer Ministerialen von Weiler um 1158 indirekt erwähnt.
Von der ehemaligen Burganlage ist noch der Burghügel mit einer Höhe von 4 bis 5 Meter und einem Durchmesser von circa 40 Meter erhalten.